# 7309 Сінкавакамі
7309 Сінкавакамі (7309 Shinkawakami) — астероїд головного поясу, відкритий 28 березня 1995 року.
Тіссеранів параметр щодо Юпітера — 3,662.
Названо на честь Сін Кавакамі (яп. しん・かわかみ(伸川上) сін кавакамі).